# مسابقات جهانی ژیمناستیک هنری ۱۹۹۱
مسابقات جهانی ژیمناستیک هنری ۱۹۹۱ بیست و ششمین دوره مسابقات جهانی ژیمناستیک هنری است که در ایندیاناپولیس، ایالات متحده آمریکا از ۶ تا ۱۵ سپتامبر ۱۹۹۱ میلادی برگزار شده است.

## جدول مدال‌ها
| رتبه | کشور                | طلا | نقره | برنز | مجموع |
| ۱    | اتحاد جماهیر شوروی  | ۸   | ۸    | ۲    | ۱۸    |
| ۲    | چین                 | ۲   | ۲    | ۲    | ۶     |
| ۳    | رومانی              | ۲   | ۰    | ۳    | ۵     |
| ۴    | ایالات متحده آمریکا | ۱   | ۲    | ۲    | ۵     |
| ۵    | آلمان               | ۱   | ۱    | ۱    | ۳     |
| ۶    | کره شمالی           | ۱   | ۰    | ۰    | ۱     |
| ۶    | کره جنوبی           | ۱   | ۰    | ۰    | ۱     |
| ۸    | مجارستان            | ۰   | ۱    | ۰    | ۱     |
| ۹    | ژاپن                | ۰   | ۰    | ۲    | ۲     |
| ۱۰   | ایتالیا             | ۰   | ۰    | ۱    | ۱     |